# Любов до життя
«Любов до життя» або «Жага до життя» (англ. Love of Life) — оповідання американського письменника Джека Лондона.

## Сюжет
Головний герой оповідання (автор не дав імені головному герою, вшанувавши усіх золотошукачів, кого поглинула Аляска) разом зі своїм товаришем відправляються на пошуки золота. Але на зворотному шляху їх чекали нелегкі випробування: закінчились останні запаси їжі та патрони. З кожним днем вони виснажувались все більше й більше.
Одного разу, головний герой твору, переходячи через струмок, підвернув ногу. Білл (так звали його товариша), вирішив покинути свого друга та піти далі. Нескорений герой, піднявся, та наперекір болю йшов далі. Він сильно голодував та піддавався зневодненню, але жага до життя брала верх.
В ході своєї подорожі головний герой отримує травму ноги, зношує свій одяг, втрачає рушницю і шапку, в якій за підкладкою були заховані сірники, зустрічається з ведмедем, вступає в боротьбу з хворим вовком.
Маршрут героя пройшов від місцевості на північ від Великого Ведмежого озера до місця, де річка Коппермайн впадає в Північний Льодовитий океан. Там його підібрало китобійне судно і згодом доставило до Сан-Франциско.

## Українські переклади
У збірках
- Джек Лондон. Жага до життя = Love of Life / пер. : М. Гіптенко, О. Донічевої. — К. : Велмайт, 2015. — 412 с. — ISBN 978-617-7025-58-9.
- Джек Лондон. Любов до життя = Love of Life / пер. : Н. Дубровська, Г. Яр. — К. : Знання, 2018. — 174 с. — (American Library) — ISBN 978-617-07-0535-8.